# 泛非洋
泛非洋（英語：Pan-African Ocean）是個存在於理論中的大型史前海洋，環繞着潘諾西亞大陸。泛非洋可能在羅迪尼亞大陸分裂以前就已經存在。泛非洋在顯生宙開始前就已經消失，當時泛大洋開始擴張，取代泛非洋的原有位置。